# St. Gallen

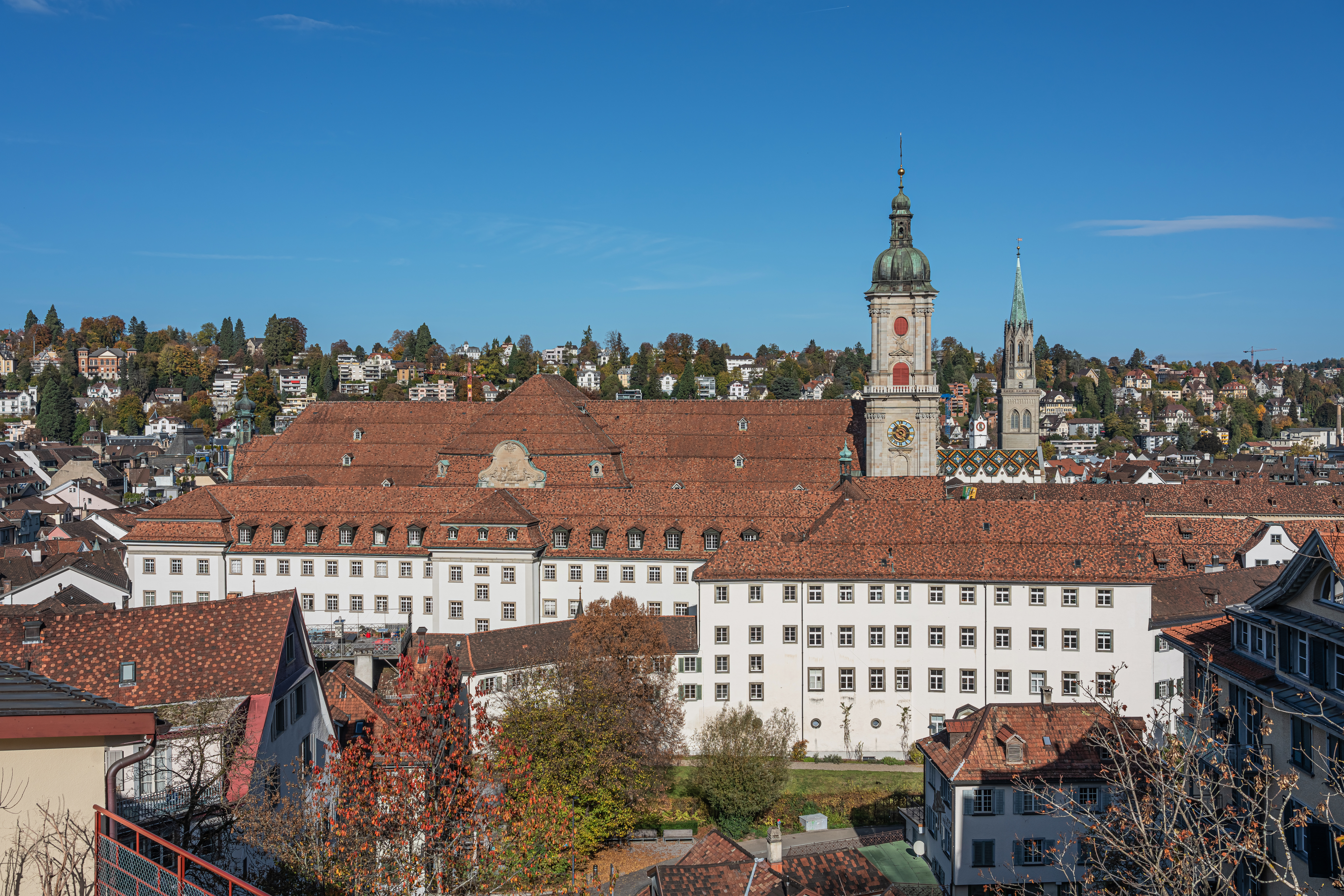
Opactwo Sankt Gallen

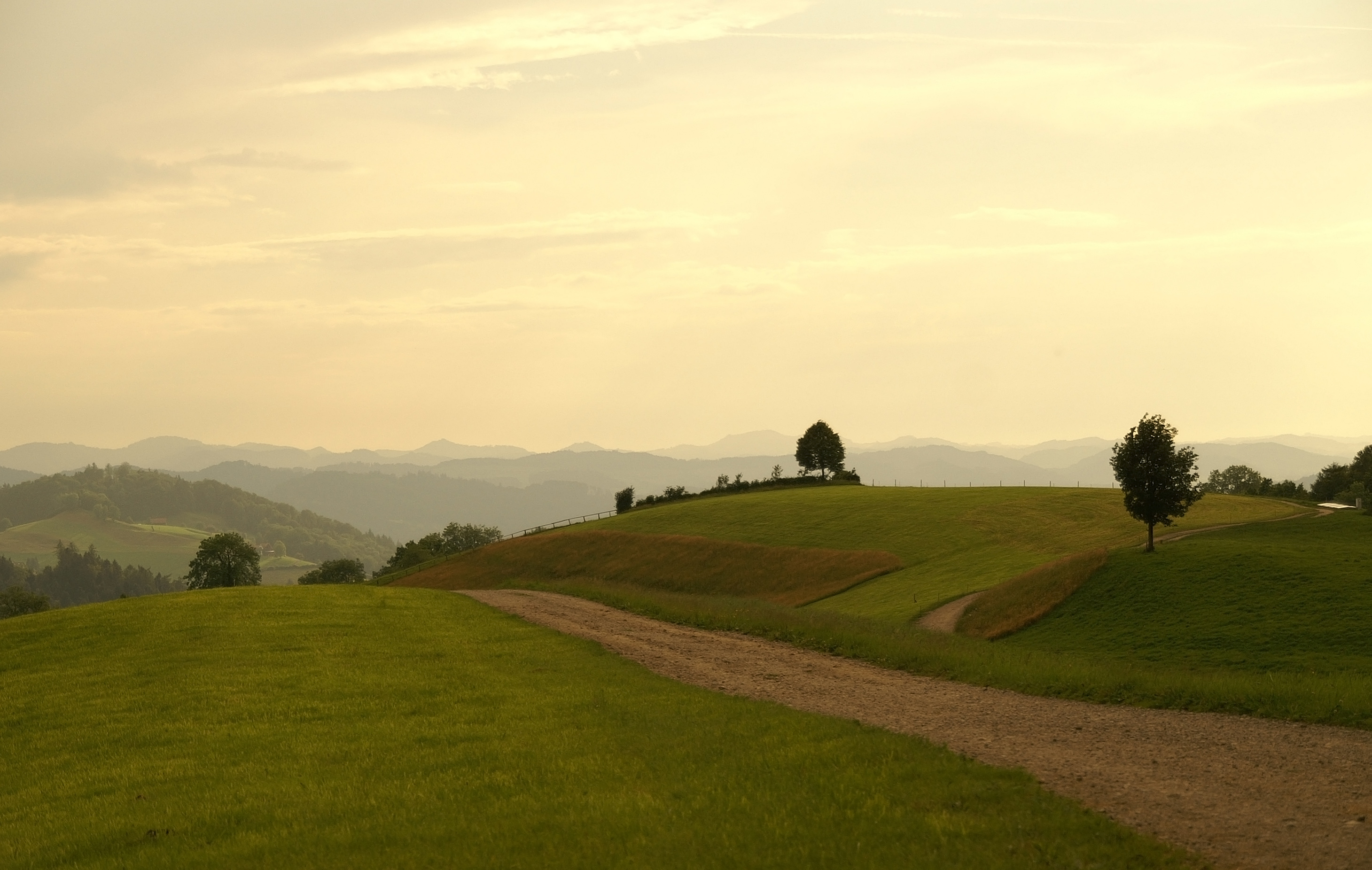
Wzniesienie Freudenberg w pobliżu miasta

St. Gallen, Sankt Gallen (gsw. Sanggale, fr. Saint-Gall, rm. Sogn Gagl, wł. San Gallo) – miasto i gmina w Szwajcarii, siedziba administracyjna kantonu o tej samej nazwie oraz okręgu St. Gallen.

## Historia
W 612 w St. Gallen powstała pustelnia założona przez irlandzkiego mnicha św. Galla, przekształcona później w klasztor, od roku 720 opactwo. W wiekach IX-XI był to jeden z najważniejszych europejskich ośrodków kultury monastycznej i sztuki.

## Demografia
W St. Gallen mieszka 76 328 osób. W 2021 roku 31,8% populacji gminy stanowiły osoby urodzone poza Szwajcarią. 

## Zabytki
Późnobarokowy zespół budynków opactwa z XVIII wieku, zbudowany w miejscu średniowiecznego klasztoru benedyktynów z zachowaną kryptą z X wieku. Założycielem kantonu był mnich św. Gall, który traktował to miejsce jako swoją pustelnię. Działo to się w VII wieku. Mniej więcej w tym samym okresie powstało benedyktyńskie opactwo św. Michała Archanioła na Mont Saint-Michel we Francji.
Opactwo jest doskonałym przykładem wielkiego karolińskiego założenia monastycznego. Zostało przebudowane w późniejszym okresie i dziś kościół (a zwłaszcza wnętrze) reprezentuje późny niemiecki barok. W dawnych piwnicach na wino – dziś lapidarium – znajdują się relikty z czasów powstawania opactwa. Katedra św. Galla i Otmara (St. Gallus und Otmar) ma konstrukcje przyporową z rotundą i podwójnym chórem. Do katedry przylega dawny dziedziniec z biblioteką – jedną z najbogatszych i najstarszych na świecie, zawierająca cenne rękopisy, m.in. najstarszy znany na świecie rysunek na pergaminie przedstawiający plan opactwa. W barokowych wnętrzach zgromadzono 150 tys. zbiorów, w tym 2 tys. starych ksiąg rękopiśmiennych, z tego 400 sprzed 1000 roku. Między innymi znajdują się tam bogato ilustrowane manuskrypty irlandzkie i karolińskie. Posiada ona również około tysiąca inkunabułów. W odróżnieniu od większości bibliotek przyklasztornych, Statsbibliothek St. Gallen jest światowym centrum naukowym, umożliwiającym szerokie prowadzenie prac badawczych.

## Nauka
W mieście znajduje się założony w roku 1898 uniwersytet.

## Transport
Przez teren miasta przebiegają autostrada A1 oraz drogi główne nr 7, nr 8, nr 445, nr 447 i nr 471.

## Sport
W mieście od 1879 działa klub piłkarski FC Sankt Gallen - najstarszy klub piłkarski w Europie kontynentalnej, dwukrotny Mistrz Szwajcarii.